# Kaivannonsaari (ö i Södra Savolax, Nyslott)
Kaivannonsaari är en ö i Finland. Den ligger i sjön Kuhajärvi och i kommunen Nyslott i  landskapet Södra Savolax, i den sydöstra delen av landet, 290 km nordost om huvudstaden Helsingfors. Öns area är 14,2 hektar och dess största längd är 1 kilometer i sydöst-nordvästlig riktning.